# 親衛隊第4軍
黨衛軍第4裝甲軍（德語：IV. SS-Panzerkorps）是武裝黨衛軍的一個裝甲軍，二戰期間在東部戰線和巴爾幹地區作戰。